# Parasalpinia kojimai
Parasalpinia kojimai är en skalbaggsart som beskrevs av Hayashi 1962. Parasalpinia kojimai ingår i släktet Parasalpinia och familjen långhorningar.
Artens utbredningsområde är Taiwan. Inga underarter finns listade i Catalogue of Life.